# یودیا پرل
یودیا پرل (به انگلیسی: Judea Pearl) (متولد ۴ سپتامبر ۱۹۳۶) دانشمند در زمینهٔ علوم کامپیوتر و فیلسوف اسرائیلی آمریکایی است که بیشتر به خاطر فعالیت خود در زمینه برخورد آماری با هوش مصنوعی و توسعه شبکه‌های بیزی مشهور است. او برنده جایزه تورینگ ای سی ام در سال ۲۰۱۱ است. جودیا پرل پدر روزنامه‌نگار دانیل پرل است که به دلیل آمریکایی و یهودی بودن در سال ۲۰۰۲ میلادی در پاکستان توسط گروه تروریستی متصل به القاعده گروگان گرفته شده و به قتل رسید.

## زندگی‌نامه
پس از خدمت در نیروی دفاعی اسرائیل و پیوستن به کیبوتز، پرل تصمیم گرفت که در رشتهٔ مهندسی را در سال ۱۹۵۶ تحصیل خود را آغاز کند. او در سال ۱۹۶۰ لیسانس خود را در رشتهٔ مهندسی برق در تکنیون گرفت و همان سال برای طی کردن مراتب عالیهٔ تحصیلی به آمریکا مهاجرت کرد. وی دریافت فوق لیسانس خود را در مهندسی برق از دانشکده مهندسی نیوآرک (که اکنون مؤسسه فناوری نیوجرسی است) در سال ۱۹۶۱ در یافت کرد و سپس دکتری خود را در فیزیک از دانشگاه راتگرز و دکترای مهندسی برق از انستیتوی پلی تکنیک بروکلین (اکنون دانشکده مهندسی دانشگاه Tandon دانشگاه نیویورک) در سال ۱۹۶۵ دنبال کرد. وی در آزمایشگاه‌های تحقیقاتی آرسی‌ای در تقویت کننده‌های پارامتری ابررسانا و دستگاه‌های ذخیره‌سازی و در شرکت Electronic Memories در سیستمهای حافظه پیشرفته کار کرد. بعدها اون از آن به عنوان هنگامی که نیمه هادی‌ها «کار پرل را از بین بردند» یاد کرد. او در سال ۱۹۷۰ به دانشکده مهندسی دانشگاه کالیفرنیا، لس آنجلس پیوست و کار خود را در زمینه هوش مصنوعی احتمالی آغاز کرد. وی یکی از مؤسس سردبیران ژورنال استنباط علیت (استنباط آماری) است.
پرل در حال حاضر استاد علوم کامپیوتر و آمار و مدیر آزمایشگاه سیستم‌های شناختی در دانشگاه کالیفرنیا، لس آنجلس است. او و همسرش روت سه فرزند داشتند. علاوه بر این، از سال ۲۰۱۱، او عضو هیئت مشاوره بین‌المللی نظارت بر سازمان‌های غیردولتی است.
رئیس سابق خاخام اسرائیل، خاخام یسرائیل میر لاو، با جودیا پرل در فیلم مستند (My Whole Broken Heart) همکاری کرده‌است.

## قتل دانیل پرل
در سال ۲۰۰۲، پسر جودیا پرل، دانیل پرل، یک روزنامه‌نگار که برای وال استریت ژورنال کار می‌کرد، در پاکستان ربوده شد و به قتل رسید. این موضوع باعث شد که جودیا پرل و سایر اعضای خانواده و دوستان بنیاد دانیل پرل را تأسیس کنند. در هفتمین سالگرد درگذشت دانیل، جودیا مقاله‌ای را در وال استریت ژورنال با عنوان دانیل پرل و عادی‌سازی شر نوشت: چه زمانی روشنگرهای ما دست از بهانه آوردن برای ترور خواهند برد؟
رئیس خاخام جاناتان ساکس اعتقادات جودیا پرل را در درسی دربارهٔ یهودیت نقل کرد. وی گفت: «من از جودا پرل، پدر روزنامه‌نگار پرل کشته شده، پرسیدم که چرا او برای آشتی بین یهودیان و مسلمانان تلاش می‌کند، او با شفافیت قلبی پاسخ داد ،» نفرت پسرم را کشت؛ بنابراین من مصمم هستم که با نفرت مبارزه کنم.

## دیدگاه‌ها
پرل در مورد دیدگاه‌های مذهبی خود اظهار داشت که به خدا ایمان ندارد. ولی در عین حال با سنت‌های یهودی مانند نماز روزانه، تفیلین و کیدوش در جمعه شب بسیار ارتباط نزدیکی دارد.

## تحقیقات
جودا پرل یکی از پیشگامان شبکه‌های بیزی و رویکرد احتمالی در هوش مصنوعی هست و یکی از اولین کسانی که مدل‌سازی علت و معلولی در علوم تجربی به زبان ریاضی می‌کرد. کار او همچنین به عنوان یک الگوی شناختی سطح بالا در نظر گرفته شده‌است. وی به فلسفه علم، بازنمایی دانش، منطق غیراستاندارد و یادگیری علاقه‌مند است. پرل توسط ریچارد کورف، استاد علوم کامپیوتر UCLA، به عنوان «یکی از غول‌های حوزه هوش مصنوعی» توصیف شده‌است. طبق گفته انجمن ماشین‌های رایانه، کار او دربارهٔ علیت «انقلابی در درک علیت در آمار، روانشناسی، پزشکی و علوم اجتماعی» انجام داده‌است.

### دست‌آوردهای قابل توجه
- خلاصه ای از دست‌آوردهای علمی پرل در یک گزارش زمانی نویسنده استوارت راسل (۲۰۱۲) است، موجود است.
- کتابشناسی حاشیه نویسی از دست‌آوردهای پرل توسط ACM در سال ۲۰۱۲ گردآوری شد.

### کتاب‌ها
- Heuristics, Addison-Wesley, 1984
- Probabilistic Reasoning in Intelligent Systems, Morgan-Kaufmann, 1988
- Causality: Models, Reasoning, and Inference, Cambridge University Press, 2000
- I Am Jewish: Personal Reflections Inspired by the Last Words of Daniel Pearl, Jewish Lights, 2004. (Winner of a 2004 National Jewish Book Award)
- Causal Inference in Statistics: A Primer, (with Madelyn Glymour and Nicholas Jewell), Wiley, 2016. ISBN 978-1-119-18684-7.
- The Book of Why: The New Science of Cause and Effect co-authored with Dana Mackenzie, The Book of Why: The New Science of Cause and Effect,
- Basic Books, 2018. ISBN 978-0-465-09760-9
- A previous survey: Causal inference in statistics: An overview, Statistics Surveys, 3:96–146, 2009

### Awards
- ۲۰۱۹—Elected as a Fellow of the American Statistical Association.
- ۲۰۱۸—Received Honorary Doctorate of Engineering and Technology from Yale University [1]
- ۲۰۱۵—Named Fellow of ACM "For contributions to artificial intelligence through the development of a calculus for probabilistic and causal reasoning".
- ۲۰۱۴—Elected to the National Academy of Sciences.
- ۲۰۱۱—ACM Turing Award
- ۲۰۱۱—IEEE Intelligent Systems' AI's Hall of Fame
- ۱۹۹۰—Fellow, American Association for Artificial Intelligence (AAAI)
- ۱۹۸۸—Fellow, Institute of Electrical and Electronic Engineers (IEEE)
- ۱۹۷۵—NATO Senior Fellowship in Science
- ۱۹۶۵—RCA Laboratories Achievement Award